# Sandalodes albovittatus
Sandalodes albovittatus är en spindelart som först beskrevs av Eugen von Keyserling 1883.  Sandalodes albovittatus ingår i släktet Sandalodes och familjen hoppspindlar. Inga underarter finns listade i Catalogue of Life.